# ビジネスフォン
ビジネスフォンとは、企業の事務所などに用いられる小規模の内線電話装置（簡易交換電話装置）であり、代表電話で外線を受けたり、内線同士で通話したりする機能を提供する。内線電話からのボタン操作で回線を選択することができ、ボタン電話装置・キーテレホンとも呼ばれる。
複数の拠点（事業所）で用いたり、内線・外線の数が大規模なものはＰＢＸ（構内交換電話）を用いる。他方、二世代住宅・店舗併用住宅向けのものはホームテレホンとして区別される。また、ISDNターミナルアダプタ・VoIPアダプタ・コードレス電話等の付加機能で内線通話行うものや、単に回線を切り替えられるだけの切替機や親子電話は含まれない。

## ビジネスフォンの構成
マイクロプロセッサ内蔵の機能ボタンの付いた多機能電話機と、主装置とから構成される。一般事務所内などに設置できるように主装置が小型化されている。電源は、単相交流100Vのものがほとんどである。
主装置には、電源ユニット、コントロールユニット、交換ユニット、アナログ局線・ISDN・VoIPなどの外線接続ユニット、標準電話機・多機能電話機・IP電話機・マルチゾーンコードレス電話などの内線接続ユニット、留守番電話・ボイスメール・インターホン・構内放送などの拡張ユニットが実装される。停電補償用の大容量蓄電池が外部接続可能なものもある。
長時間停電で蓄電池が消耗した場合に、局給電のあるアナログ・INS64回線が停電用回路に自動的に切り替わって使用できる停電対応電話機がある。光回線・ISDNターミナルアダプタ経由などは使用できないなど、他の電話機と配線方式が違うので工事・移設に配慮が必要である。
ナンバーディスプレイ・モデムダイヤルイン・ISDN・i・ナンバー・IP電話回線などのサービスが提供される以前に設計されたものの場合、それぞれ外部アダプター対応となり、機能制限される、毎月の回線使用料・レンタル料がかさむ場合がある。

## ビジネスフォンの機能
ビジネスフォンの外線発信操作方式としては、ボタン電話装置と共通の使用されていない外線のボタンを押してから発信するものと、構内交換機と共通の0発信と呼ばれる0を最初にダイヤルし外線発信可能であることを音声などで確認してから発信するものとがある。
電話取次ぎ専任者を置けない小規模事業所の務効率化のために、ナンバーディスプレイによる特定の構内電話への着信、不在時の外線着信やインターホンの携帯電話への転送機能などもある。
通話料金の負担のための自動コールバック・Least Cost Routingのための050IP電話などの回線選択機能などがある。
また、セキュリティ機能として、人感・窓開放センサーによる不審者感知で、音響警報とともに、自動通報を行う機能があるものもある。
省エネルギー機能として、業務時間外に内線端末を省電力モードに切り替えるものもある。

## 規模・価格帯など
| 最大回線数 | 最大回線数 | 用途         | 備考                       |
| 外線       | 内線       | 用途         | 備考                       |
| ---------- | ---------- | ------------ | -------------------------- |
| 2          | 8          | SOHO         | ホームテレホンと同等の構成 |
| 8          | 16         | 小規模事業所 |                            |
| 32         | 64         | 中規模事業所 |                            |
| 200        | 600        | 大規模事業所 | 小規模構内交換機の置き換え |

家庭用電話機と比較して、多機能電話機・主装置・内蔵ユニットが非常に割高である。また、同一シリーズのものでしか増設・取替えができず、主装置の容量を超えた増設もできない。新品は、数十万 - 数百万円の設備投資金額となる。
また、オープン価格で営業先企業を見て値段帯を決められるため、企業によっては同じ機種にもかかわらず数十万円の価格差があるケースも多く、販売の方法自体にも問題が出てきている。電話勧誘販売を参照。
一部には「今お使いの電話機が使えなくなる」などというセールストークで、多機能電話機を高額な値段で販売・リースする悪徳商法もあり、消費生活センターや警察などが注意を呼びかけている。

## 中古品
中古品・アウトレット品を製造・保守停止品の取替え・増設・修理や経費削減のために使用する企業も少なくない。最新機種の機能が不要な零細企業・中小企業にとっては、ひとつの手段である。

## 主なメーカー
- 岩崎通信機 : 岩崎一清により電話装置メーカとして創立。
- NECプラットフォームズ : 小規模から大規模まで主装置が共通。三菱電機にOEM提供。
- サクサ : NTTの公衆電話の約半分を製造している電話機メーカー。田村電機と大興電機の合併により誕生。沖電気工業・パナソニック コネクトにOEM提供。
- ナカヨ : 自社ブランドでも発売するほか、日立情報通信エンジニアリングにOEM提供。
- VALTEC : 自社ブランドでクラウド型ビジネスフォンを開発、販売。

NTTが、各社のOEM製品を販売。
ただし、同社のαシリーズについてはαコマンドと呼ばれる独自の仕様を採用しており、メーカー各社が一般に販売しているもの（民需品）とは仕様が全く異なる独自の商品となっている。（仕様はNTT東西及び幹事社が策定、その仕様に基づき各社が同じ製品を生産している）
(50音順)

## 導入方法など
コピー機・電子レンジなどの調理電熱器具・エア・コンディショナーなどと配線用遮断器を別とした電源配線を通信機器に接続し、空調設備の整った事務所内などに設置することが望ましい。
工事の際は、電気通信設備工事担任者の監督が必要である。また、部品供給などのメーカ保守は、製造停止後一定の期間で打ち切られる。

## ビジネスフォンの歴史
| 年           | 商標                 | メーカ           | 制御方式                               | 外線電話回線 | 外線電話回線 | 外線電話回線         | 外線電話回線         | 内線電話回線                             | 内線電話回線               | 内線端末   | 内線端末               | 内線端末 | 内線端末 | 内線端末     | 備考                                                             |
| 年           | 商標                 | メーカ           | 制御方式                               | アナログ     | アナログ     | ISDN                 | 光IP電話             | 有線                                     | 無線                       | 有線       | 有線                   | 有線     | 無線     | 無線         | 備考                                                             |
| 年           | 商標                 | メーカ           | 制御方式                               | パルス       | トーン       | ISDN                 | 光IP電話             | 有線                                     | 無線                       | 標準電話機 | 専用ボタン電話機       | IP電話機 | PHS DECT | 無線IP電話機 | 備考                                                             |
| ------------ | -------------------- | ---------------- | -------------------------------------- | ------------ | ------------ | -------------------- | -------------------- | ---------------------------------------- | -------------------------- | ---------- | ---------------------- | -------- | -------- | ------------ | ---------------------------------------------------------------- |
| 1950年代     | 回線選択器           | 日本電信電話公社 | 手動切り替え                           | ○            | -            | -                    | -                    | 局線直結                                 | -                          | ○          | -                      | -        | -        | -            |                                                                  |
| 1959年       | 1号ボタン電話装置    | 日本電信電話公社 | 機械式継電器                           | ○            | -            | -                    | -                    | 多芯配線                                 | -                          | -          | ○                      | -        | -        | -            | 内線通話・秘話・通話中表示機能などを実装                         |
| 1979年       | 4号ボタン電話装置    | 日本電信電話公社 | 布線論理電子化                         | ○            | ○            | -                    | -                    | 多芯配線                                 | -                          | -          | ○                      | -        | -        | -            |                                                                  |
| 1980年代     | ビジネスホン         | NTT              | 蓄積プログラム方式                     | ○            | ○            | 外付で機能が限られる | 外付で機能が限られる | デジタル制御・アナログ音声多芯配線       | -                          | -          | マイクロプロセッサ内蔵 | -        | -        | -            |                                                                  |
| 1990年代     | デジタルビジネスホン | NTT              | 蓄積プログラム・時分割スイッチ交換方式 | ○            | ○            | ○                    | 外付けアダプタ       | デジタルバス配線                         | マルチゾーンコードレス電話 | ○          | マイクロプロセッサ内蔵 | -        | ○        | -            | 構内交換機とは、回線数・設置場所・保守対応のみの差               |
| 2000年代     | デジタルビジネスホン |                  | 蓄積プログラム・時分割スイッチ交換方式 | ○            | ○            | ○                    | 外付けアダプタ       | デジタルスター配線                       | マルチゾーンコードレス電話 | ○          | マイクロプロセッサ内蔵 | -        | ○        | -            | 同一メーカーの構内交換機と端末を共通化                           |
| 2000年代後半 | IPビジネスホン       |                  | SIP・IPルーティング                    | ○            | ○            | ○                    | 直接収容             | IP回線による遠隔地の端末の直接接続も可能 | マルチゾーンコードレス電話 | ○          | -                      | ○        | ○        | ○            | ソフトフォン・スマートフォンアプリケーションによる内線接続も可能 |